# Marimanha
El pico de Marimanha (en castellano, Marimaña) es una montaña de los Pirineos de 2679 metros, situada en el límite de las comarcas del Valle de Arán y el Pallars Sobirá, las dos en la provincia de Lérida (España).